# ピエール靖子
『ピエール靖子』（ピエールやすこ）は、一部テレビ東京系列局で放送されていたハピネット（バンダイナムコグループ）とローランズ・フィルム共同製作のバラエティ番組である。テレビ大阪では2007年1月6日から同年3月24日まで、毎週土曜 24時55分 - 25時25分に放送。

## 概要
この番組は、ゲストが番組企画を目にした際に見せたリアクションを基に、エンジェルコスモ代表の荒関洋子が12タイプに分類した脳タイプのどれに該当するのかを診断していた。稀にゲストが企画を見るだけでなく、直接参加する場合もあった。
番組名は、出演者のピエール瀧と光浦靖子の名に由来する。正式名称は「ピエール靖子〜企画でわかる脳タイプ〜」であるが、番組表上では「ピエール靖子」とだけ表記されていた。

## 出演者

### レギュラー
- ピエール瀧（電気グルーヴ）
- 光浦靖子（オアシズ）
- 有吉弘行
- 椿鬼奴

### ナレーター
- 前田つばさ

## 主な企画
暗闇シリーズ
デートや公園遊び等、毎回異なるシチュエーションを明かりの無い真っ暗な闇の中で過ごす。本番組のスタッフが過去に制作していた『極楽とんぼのバスコーンだろ!』をリメイクした企画である。
落とし穴陸上
偽の陸上競技企画に参加した出演者を、仕込んでおいた落とし穴に落とす企画。当初は観ているだけだったゲストの福下恵美も自ら参加を志願し、落とし穴に落ちてしまったこともある。

## スタッフ
- 構成：鈴木工務店、佐藤俊明、下正智久
- CAM：清水利彦
- VE：福重伸隆
- 美術：小林慎典
- タイトルロゴ：小室泰樹
- イラスト：北島幸樹、小掠雅代
- メイク：岩田恵美
- VTR編集：増田直人
- MA：阿世知貴彦
- 音効：太田光則
- ディレクター：げん、阿部さちよ
- 総合演出：マッコイ斉藤
- プロデューサー：高口聖世巨、瀬戸強士、熊谷雄一、大久保さちよ
- チーフプロデューサー：ようちゅけ（TVO）※所属部署の関係で名前とこの肩書きを出すことが不可とされている（TVO内部ルールによる）が、実際に仕切りをする立場として対外的には必要な場合も多く、ペンネーム風にすることで管理部門からの指摘を逃れる意図があると想定される。（この人物が「おねがい！マスカット」の「ふるふる」）｛ADEX調べ｝
- 技術協力：池田屋、The TUBE、TRIBE LTD.、ZACK、CR、モーションスケープ
- 制作協力：SHO-GUN
- 製作著作：ハピネット、ローランズ・フィルム

## 放送局
| 放送対象地域 | 放送局      | 系列           | 放送日時                                                 | 備考                    |
| ------------ | ----------- | -------------- | -------------------------------------------------------- | ----------------------- |
| 大阪府       | テレビ大阪  | テレビ東京系列 | 土曜 24時55分 - 25時25分（2007年1月6日 - 2007年3月24日） |                         |
| 愛知県       | テレビ愛知  | テレビ東京系列 | 土曜 24時55分 - 25時25分（2007年2月3日 - ）              | テレビ大阪の28日遅れ    |
| 福岡県       | TVQ九州放送 | テレビ東京系列 | 土曜 26時10分 - 26時40分（2007年4月14日 - ）             | テレビ大阪の約3か月遅れ |